# Infule
L' infule est un ornement de tête des prêtres dans l'Antiquité grecque et dans l'Antiquité romaine. 

## Description
Il s'agissait d'une sorte de diadème composé d'une bandelette unie sur le front et se relâchant de chaque côté des joues en un long cordon oliviforme, chacune séparée par un grain rond de couleur pourpre. 
Lors des sacrifices ordinaires, l'infule était fait de laine blanche. Dans les sacrifices funèbres, il était fait de laine bleu de mer. 
A l'armée, les vaincus portaient les infules pour annoncer aux Romains leur soumission totale,.